# 531
531 foi um ano comum do século VI que teve início e terminou a uma quarta-feira, segundo o Calendário Juliano. a sua letra dominical foi E
| Ano completo                        |
| ----------------------------------- |
| Ano comum com início à quarta-feira |

## Eventos
- Apogeu do Império Sassânida.
- Os francos conquistam a Turíngia.
- Dá-se o fim da administração romana da Península Ibérica com a extinção do cargo de Perfectus Hispaniorum.

## Mortes
- Amalarico, rei dos visigodos